# 吉永小百合ショー
『吉永小百合ショー』（よしながさゆりショー）は、1966年10月1日から同年11月26日まで日本テレビ系列局で放送された音楽番組で、吉永小百合の冠番組。全9回。武田薬品工業の一社提供。放送時間は毎週土曜 21時00分 - 21時30分（JST） 。

## 概要
吉永の純粋な個性を浮き彫りにするのが狙いで、選曲も彼女のヒットソングに限らず、視聴者に良く知られ、親しまれているホームソング・民謡・ポピュラーなど幅広く取り上げていた。

## レギュラー
- 吉永小百合
- 恵とも子
- トニーズ
- スカーレッド